# 曾光 (1987年)
曾光（英文名：Gillian，1987年1月8日—），女，陝西西安人，中国公关人物。
曾光先后毕业于西安六中、西安外国语大学商学院。获2007年度中華小姐環球大賽總冠軍，一举成名。目前在西安从事金融行业。

## 生平
1987年生于陕西西安。4岁时开始在小天鹅艺术团学习舞蹈。在西关读小学。1998年读小学5年级时当选“西安市十佳少年”称号。2005年就读于西安外国语学院本科（2006年改称西安外国语大学），專修法律英语，兼職平面設計模特及英語翻譯。
2007年11月3日，在“2007年度中華小姐環球大賽”总决赛上获得總冠軍，而亞軍和季軍的得主分别是王倩倩和姜楠。这次中華小姐環球大賽總決賽在香港舉行，由鳳凰衛視主辦，與TVB主辦的2007年度國際中華小姐競選有別。
曾光还是2008年北京奧運香港區火炬傳送的火炬手之一，負責接跑第59棒。